# Gmina Jefferson (hrabstwo Adair)
Gmina Jefferson (ang. Jefferson Township) – gmina w USA, w stanie Iowa, w hrabstwie Adair. Według danych z 2020 roku gmina miała 130 mieszkańców.